# Umbar Pada Nandade
Umbar Pada Nandade (o Umberpada, Umbarpada) è una suddivisione dell'India, classificata come census town, di 5.689 abitanti, situata nel distretto di Thane, nello stato federato del Maharashtra. In base al numero di abitanti la città rientra nella classe V (da 5.000 a 9.999 persone).

## Geografia fisica
La città è situata a 19° 28' 0 N e 73° 4' 60 E e ha un'altitudine di 25 m s.l.m..

## Società

### Evoluzione demografica
Al censimento del 2001 la popolazione di Umbar Pada Nandade assommava a 5.689 persone, delle quali 3.012 maschi e 2.677 femmine. I bambini di età inferiore o uguale ai sei anni assommavano a 734, dei quali 383 maschi e 351 femmine. Infine, coloro che erano in grado di saper almeno leggere e scrivere erano 4.180, dei quali 2.386 maschi e 1.794 femmine.